# Dicrodon
Dicrodon es un género de lagartos de la familia Teiidae. Se encuentra en Sudamérica, en Perú y Ecuador.  Contiene tres especies. 

## Especies
- Dicrodon guttulatum Duméril & Bibron, 1839
- Dicrodon heterolepis (Tschudi, 1845)
- Dicrodon holmbergi Schmidt, 1957